# Excidobates captivus
Excidobates captivus – gatunek płaza bezogonowego z podrodziny Dendrobatinae w rodzinie drzewołazowatych (Dendrobatidae). Endemit Peru i Ekwadoru. Jeden z najmniejszych płazów świata. Narażony na wyginięcie.

## Taksonomia
Gatunek ten został opisany w 1982 roku przez Charlesa Williama Myersa pod nazwą Dendrobates captivus. Holotyp – dorosły samiec – został odłowiony w sierpniu 1929 roku w pobliżu ujścia Rio Santiago do rzeki Marañón; dwa paratypy zostały odłowione w tej samej lokalizacji – samiec w 1929, a samica w 1924 roku. Gatunek został ponownie odkryty w 2006 roku, 77 lat po pozyskaniu okazów typowych. Okazuje się, że E. captivus jest taksonem siostrzanym w stosunku do E. mysteriosus i tworzy klad z rodzajem Ranitomeya. Bywał opisywany także pod synonimicznymi nazwami Ranitomeya captiva i Adelphobtes captivus.

## Występowanie
Gatunek endemiczny, występuje w północno-zachodnim Peru w dolinie pomiędzy pasmami górskimi Cordillera del Cóndor i Cerros de Campanquis oraz w okolicach miejscowości Panguintza w południowym Ekwadorze. W Peru znany jest z dwóch stanowisk: w dorzeczu Marañón i w Santa Rosa, dzieląc zasięg występowania z E. mysteriosus.

## Morfologia
Dorosłe osobniki osiągają długość ciała 15–17 mm. Posiada czarne ubarwienie, a na czarnym tle znajdują się czerwone oraz pomarańczowe plamki. W okolicach pach i pachwin ciemne, żółte plamy, a na brzuchu są one jasnożółte. Kciuk jest dłuższy od innych palców (ogólnie długie palce).

## Ekologia i zachowanie
Występuje na terenach nizinnych, przede wszystkim w lasach tropikalnych. Był obserwowany na terenach położonych od wysokości 177 m n.p.m. do około 800 m n.p.m.
Gatunek ten, podobnie jak inne drzewołazowate (Dendrobatidae), odżywia się roztoczami i mechowcami, które najprawdopodobniej dostarczają mu alkaloidów (do produkcji tzw. batrachotoksyny).
Rozmnaża się jak E. mysteriosus; samica składa skrzek na ziemi, a kiedy kijanki się wylęgną, samiec umieszcza je na plecach i transportuje do zbiorniczków wodnych, uformowanych przez liście roślin z rodzaju Heliconia.

## Status i ochrona
Międzynarodowa Unia Ochrony Przyrody uznaje Excidobates captivus za gatunek narażony na wyginięcie (VU – Vulnerable). Liczebność populacji nie jest znana, a jej trend uznawany jest za spadkowy. Gatunek jest objęty II załącznikiem konwencji CITES i obowiązuje zakaz odłowu tego gatunku w celach terrarystycznych. W 2008 roku E. captivus został przemycony z natury do Niemiec, gdzie był on sprzedawany na giełdzie terrarystycznej.